# Jakobstads båtvarv
Jakobstads båtvarv (schwedisch „Bootswerft Jakobstad“) ist eine Bootswerft in der finnischen Stadt Jakobstad. Sie wurde 1904 von Birger Serlachius gegründet und ist die älteste aktive Holzbootwerft in Finnland. Die Werft produziert Sportboote, unter anderem den 6,6 Meter langen Schärensegler Nordwind 20, und restauriert historische Boote. Seit 1985 ist Jan Backman der Besitzer. Seit 2010 ist das schwedischsprachige Unternehmen als Aktiengesellschaft registriert.

## Geschichte
Die Ursprünge des Segelsports in Finnland datieren etwa in der Mitte des 19. Jahrhunderts, als die ersten Segelvereine gegründet wurden. Inspiration kam aus England, von wo sich der Sport bereits in andere europäische Länder und Nordamerika ausgebreitet hatte. Die ersten einheimischen Werften für Sportboote entstanden am Anfang des 20. Jahrhunderts in den Städten in Svenskfinland, den traditionell schwedischsprachigen Landesteilen an den Küsten des Finnischen und Bottnischen Meerbusens.
Eine dieser Werften war Jakobstads båtvarv in Ostbottnien. Gründer war Birger Serlachius (1974–1934), der zu der Zeit Vize-Kommodor des 1890 gegründeten Segelvereins der Stadt (Segelsällskapet i Jakobstad SSJ) war. Die Werft ist unter anderem bekannt dafür, dass dort in den 1930er und 1940er Jahren zahlreiche Exemplare des Hai-Boots gebaut wurden, eine in Finnland populäre Einheitsklasse. Spätere Besitzer waren Wiklund & Granroth und Nils Kronholm, von dem Jan Backman das Unternehmen 1985 übernahm.
2017 segelte Backman mit seiner 1947 auf der Werft gebauten und von Backman restaurierten Östersjön 8 Henrietta zu den Kanaren und lebt heute auf Graciosa. Die Werft in Jakobstad ist weiter in Backmans Eigentum aber wird seitdem von den Bootsbauern Fredrik Östman, Mika Timgren und Johan Tonberg betrieben.

### Bekannte Boote
Die Dampfpinasse Mathilda von 1998 (mit Dampfmaschine von 1912), die dem Museumshafen Oevelgönne in Hamburg gehört, wurde auf der Werft gebaut.